# Pietro Aurelio Mutti

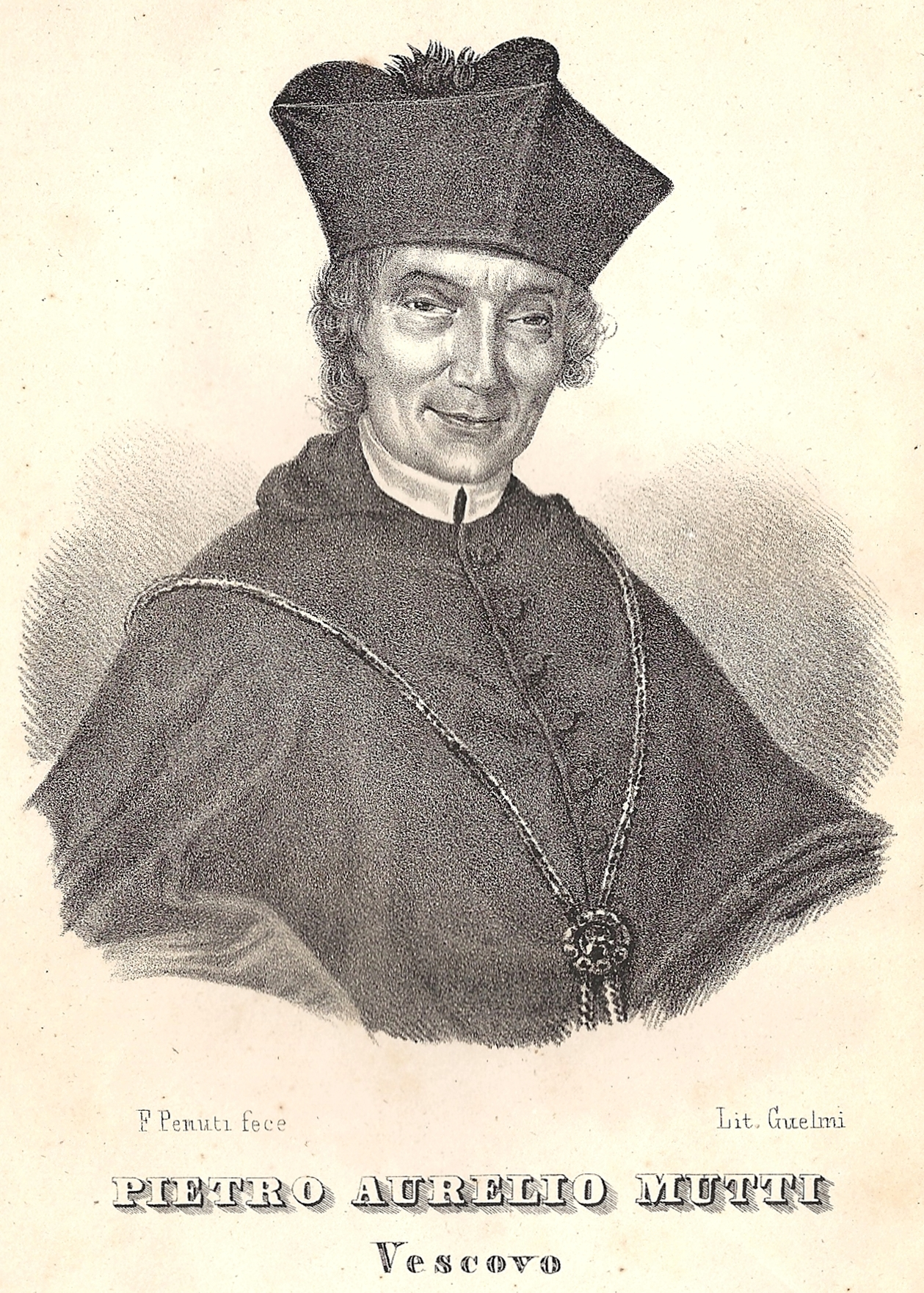
Pietro Aurelio Mutti, Italiaans prelaat voor Oostenrijk

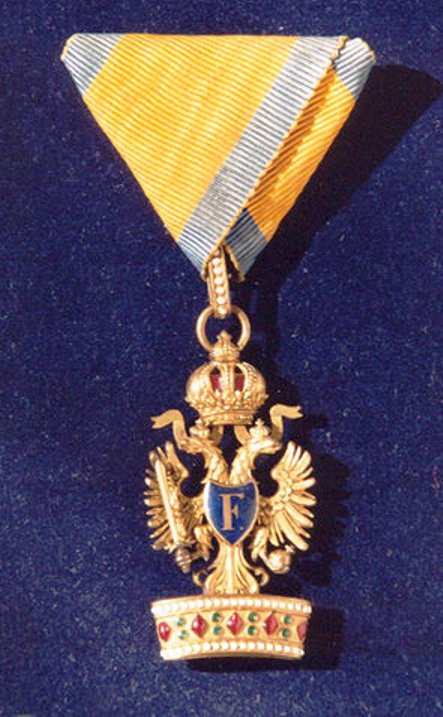
Ridderorde IJzeren Kroon (Oostenrijk)

Giovanni Pietro Aurelio Mutti (Bergamo, 10 september 1775 – Venetië, 9 april 1857) was een benedictijner monnik en, op latere leeftijd, prelaat in het koninkrijk Lombardije-Venetië, een Oostenrijks gebied. Mutti was er bisschop van Verona (1840-1852) en patriarch van Venetië (1852-1857). 
Zijn Oostenrijkse sympathieën botsten met de aspiraties van Italianen voor de eenmaking van Italië.

## Levensloop

### Benedictijn
Mutti werd geboren in een adellijke familie in Bergamo, destijds een stad in de uithoek van de republiek Venetië. In 1793 trad hij in bij de orde der benedictijnen, in de abdij Sancta Giustina in Padua. Hij studeerde af en leefde in Padua als monnik, ondanks de roerige situatie van Franse revolutionaire en napoleontische oorlogen. In 1811 besliste het koninkrijk Italië, een napoleontische staat, de orde der benedictijnen af te schaffen. Mutti zwierf rond. In 1813 dook hij op in het hertogdom Parma omdat de benedictijnen er nog mochten bestaan. Doch eenmaal aangekomen werd de orde ook daar afgeschaft. 

### Zelfstudie
Van 1813 tot 1836 leefde Mutti teruggetrokken bij zijn familie in Bergamo. Bergamo behoorde vanaf 1815 tot het Oostenrijkse koninkrijk Lombardije-Venetië. Mutti studeerde veel in Bergamo en liet zich nauwelijks zien. Mutti verwierf de eretitel van erekannunik van de kathedraal van Bergamo. In 1835 vroeg hij aan keizer Frans II om te mogen intreden in het klooster der benedictijnen. In 1836 kreeg Mutti toestemming om terug monnik te worden in Padua, waar hij tevoren geleefd had. Daar kreeg hij lesopdrachten in priesterscholen.

### Bisschop van Verona
De Oostenrijkers zochten in 1840 een geschikte priester om bisschop van Verona te worden. De vorige bisschop, Giuseppe Grasser, was overleden in 1839.  Keizer Frans Jozef liet Mutti door paus Gregorius XVI benoemen voor de bisschopstroon van Verona (1840-1841). Mutti hield zich bezig met het katholiek onderwijs te organiseren, en dit op Oostenrijkse leest. Hij liet kloosterzusters en -broeders het onderricht uitbouwen.

### Patriarch van Venetië
In 1852 mocht Mutti van de Oostenrijkers patriarch van Venetië worden. Dit ambt bekleedde de bejaarde prelaat tot zijn dood in 1857. De samenwerking met de Oostenrijkers werd hem niet in dank afgenomen door Italiaanse nationalisten. Nadat Mutti vereerd werd met de Ridderorde van de IJzeren Kroon en tot geheimraad van Frans Jozef benoemd werd, braken er rellen uit. Mutti dook tijdelijk onder bij Armeense christenen op het eiland Murano in de Lagune van Venetië. Hij keerde terug eenmaal alles rustig was. De bejaarde patriarch geraakte ziek en kwam minder in de openbaarheid. Hij stierf in 1857, 81 jaar oud. 
Postuum werden zijn wetenschappelijke nota’s gepubliceerd in Venetië, met als titel Opere sacre e filosofiche di sua Eccellenza Rev. Mons. Pietro Aurelio Mutti, Tom. I-X (1857).

Lorenzo Giustiniani · Giovanni Barozzi · Maffeo Gherardi · Thomas Donatus · Marco Cornaro · Gerolamo Querini · Pietro Francesco Contarini · Vincenzo Diedo · Giovanni Trevisan · Lorenzo Priuli · Matteo Zane · Francesco Vendramin · Giovanni Tiepolo · Federico Corner · Gianfranco Morosini · Alvise Sagredo · Gianalberto Badoaro · Pietro Barbarigo · Marco Gradenigo · Francesco Antonio Correr · Aloysius Foscari · Giovanni Bragadin · Fridericus Maria Giovanelli · Ludovico Flangini Giovanelli · Nicola Saverio Gamboni · Francesco Milesi · Ján Krstitel Ladislav Pyrker · Giacomo Monico · Pietro Aurelio Mutti · Angelo Ramazzotti · Giuseppe Luigi Trevisanato · Domenico Agostini · Giuseppe Melchiorre Sarto · Aristide Cavallari · Pietro La Fontaine · Adeodato Giovanni Piazza · Carlo Agostini · Angelo Giuseppe Roncalli · Giovanni Urbani · Albino Luciani · Marco Cé · Angelo Scola · Francesco Moraglia